# Guidoriccio da Fogliano bij het Beleg van Montemassi
Guidoriccio da Fogliano bij het Beleg van Montemassi (Italiaans: Guidoriccio da Fogliano all'assedio di Montemassi) is een fresco op de westelijke muur van de Sala del Mappa Mondo in het Palazzo Pubblico in Siena. Het toont de commandant van de Sienese troepen, Guidoriccio da Fogliano, te paard tegen de achtergrond van een landschap waarin zich het beleg van Montemassi afspeelt.
Lange tijd is men ervan uitgegaan dat het werk in 1330 is geschilderd door Simone Martini (1284 -1344). Deze datering maakte het tot een van de eerste wereldlijke portretten en een van de eerste monumentale landschapsschilderijen. Het wordt algemeen beschouwd als een meesterwerk van Europese schilderkunst.
Onder kunsthistorici ontstond eind twintigste eeuw een soms hoog oplopend verschil van mening over de vraag of Martini wel de maker was. Op de muur onder de ruiterafbeelding is een ander fresco ontdekt dat de theorie zou kunnen ondersteunen dat de Guidoriccio minder oud is dan oorspronkelijk gedacht, en niet van de hand van Martini. Hierover is echter nog steeds geen zekerheid.

## Beschrijving van het werk
In het midden van het fresco is Guidoriccio da Fogliano te paard afgebeeld, in profiel met een maarschalksstaf in de hand. Aan de linkerkant ligt Montemassi op een heuvel, omringd door verdedigingswerken. Rechts van Guidoriccio staat een belegeringsmachine met de vlag van de Sienese Republiek in top. Aan de rechterkant van de afbeelding verheft zich een berg aan de voet waarvan tenten staan. Ook hier zijn witte en zwarte vlaggen en wimpels te zien. Onder in het fresco staat in Romeinse cijfers het jaartal van de verovering van Montemassi door de Sienese troepen: MCCC.XX.VIII (1328).

## Totstandkoming
De muurschilderingen in het Palazzo Pubblico werden gemaakt in opdracht van de Raad van Negen, het stadsbestuur van Siena. Ze leggen belangrijke triomfen uit de geschiedenis van Siena vast. Vanaf het begin van de 14e eeuw liet het stadsbestuur muurschilderingen maken van kastelen en steden die door Siena waren veroverd. Door ze af te beelden in de vergaderzaal van de Raad van Negen werd duidelijk gemaakt dat ze nu onvervreemdbaar eigendom waren van Siena. In die zin zijn de fresco’s te zien als een vorm van artistieke politieke propaganda.

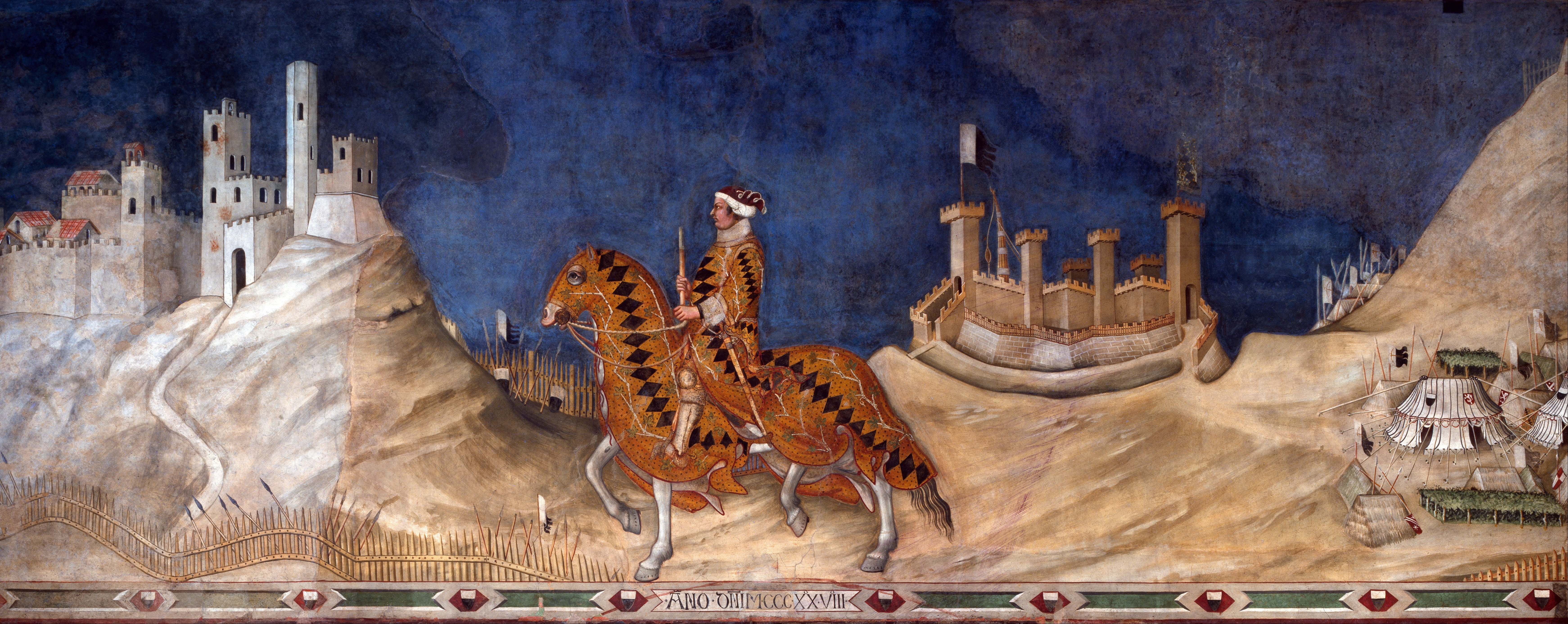
Guidoriccio da Fogliano all'assedio di Montemassi

Deze fresco’s vulden uiteindelijk twee muren van de vergaderzaal in het Palazzo Pubblico. Tussen 1314 en 1331 zijn er in ieder geval zeven kastelen geschilderd. Uit documenten blijkt dat Simone Martini er hiervan ten minste vier heeft gemaakt: Montemassi en Sassoforte in 1330, Arcidosso en Castel del Piano in 1331. Rond 1345 moesten veel van deze fresco’s wijken voor de installatie van de mappa mondo, de wereldkaart van Ambrogio Lorenzetti. In de zeventiende of achttiende eeuw zijn er ingrijpende restauraties uitgevoerd om afbeeldingen te herstellen die tijdens de aanleg van de mappa mondo verloren waren gegaan.
Het fresco met de ruiterafbeelding heeft altijd tot de verbeelding gesproken van kunsthistorici en van het grote publiek. Het werd gezien als een unieke mengeling van realisme en artistieke verbeelding van de kunstenaar. Voor velen was het niet alleen een portret van een bepaalde krijgsheer tijdens een bepaalde campagne maar een bespiegeling op oorlog en ridderdom in het algemeen. De Guidoriccio werd gezien als een van de eerste strikt wereldlijke (niet-religieuze) portretten en een van de eerste monumentale landschapsschilderijen uit de westerse kunstgeschiedenis. Het was een icoon van 14-eeuwse kunst en volgens velen een van de beste werken van Simone Martini.
In de loop der eeuwen werd de ruiter op het fresco een beeldmerk voor Siena dat op allerhande souvenirs en lokale producten staat afgebeeld. Veel toeristen kwamen en komen naar Siena om het fresco te zien.

## Controverse

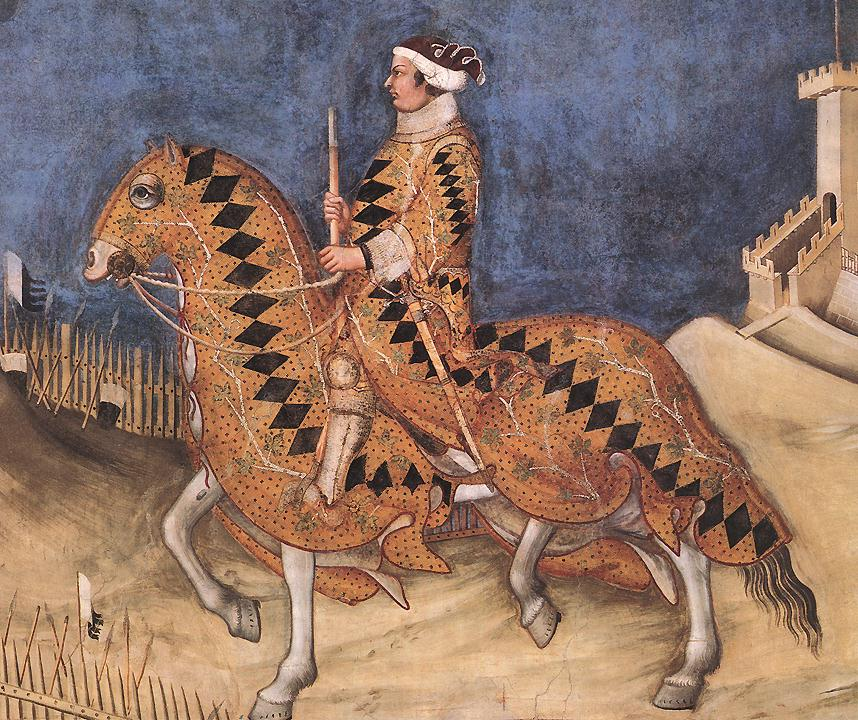
Guidoriccio fresco (detail)

## Nieuwe ideeën over maker

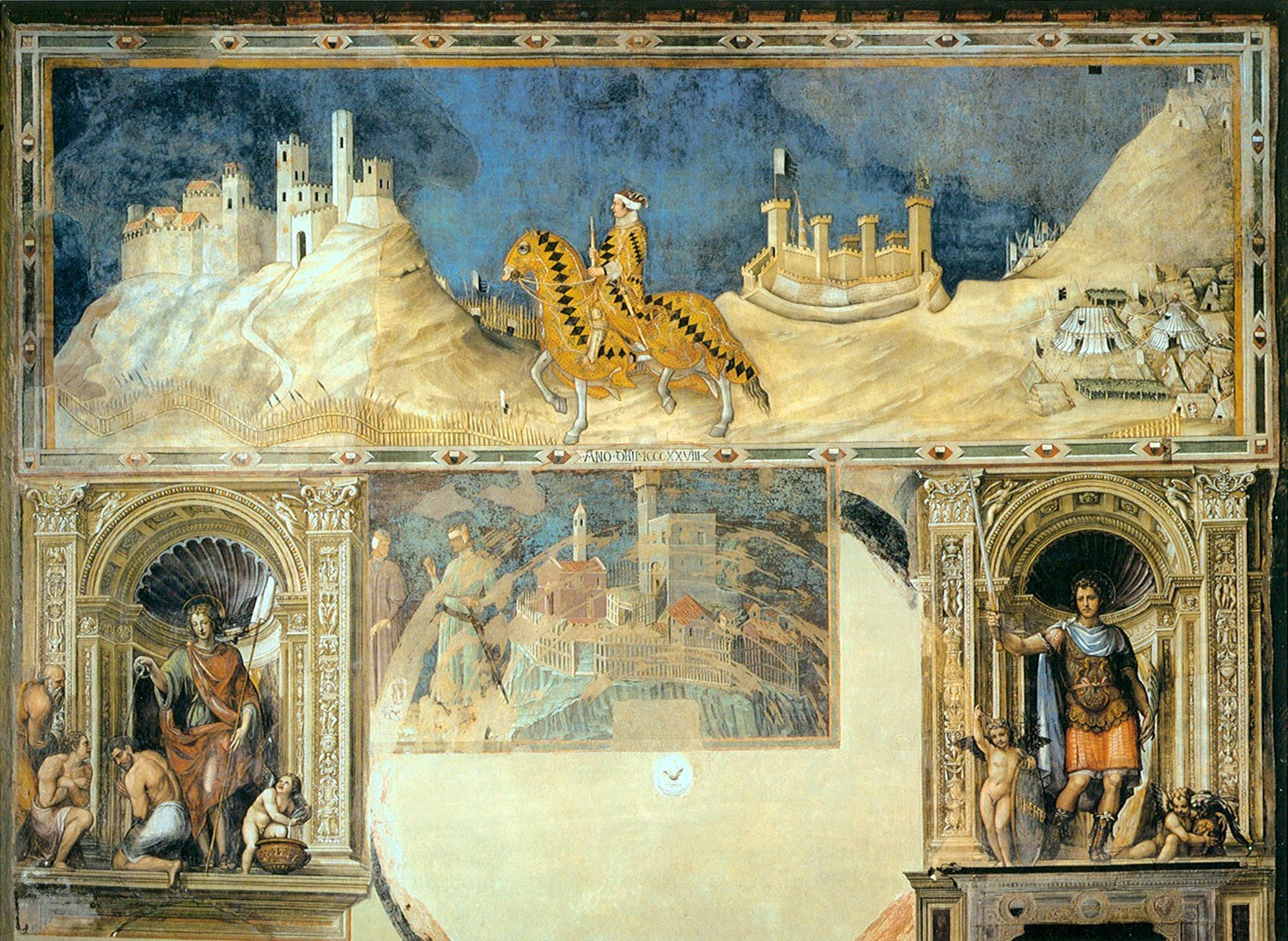
Westelijke muur in het Palazzo Publico, Siena

De discussie kreeg een nieuwe dimensie toen er op de westelijke muur van de Sala del Mappa Mondo een ander fresco werd ontdekt, dat deels door de Guidoriccio wordt overlapt. Dit fresco heeft een vergelijkbaar thema als de Guidoriccio (Twee personen en een kasteel) en is van hoge kwaliteit. Het is vermoedelijk een van de kasteelfresco's die rond 1345 achter pleisterwerk verdwenen zijn toen de mappa mondo in de zaal werd geïnstalleerd. Sommigen wijzen Duccio aan als de maker, anderen stellen echter dat dit onderliggende fresco wél door Simone Martini is geschilderd. Volgens Moran en Mallory gaat het om Martini’s fresco van het kasteel bij Arcidosso uit 1331. Dit zou betekenen dat de Guidoriccio, omdat die deels over de (vermoedelijke) afbeelding van Arcidosso uit 1331 heen is geschilderd, logischerwijze niet het al in 1330 door Simone Martini opgeleverde Montemassi-fresco kan zijn. 
Het Guidoriccio-debat ging daarmee niet meer over de vraag of de ruiterafbeelding mogelijk niet door Simone Martine was geschilderd, maar of het hele fresco wel van zijn hand was. Er is gesuggereerd dat de Guidoriccio door Lippo Memmi is geschilderd, een zwager van Simone Martini die een vergelijkbare stijl van schilderen had. Deze theorie wordt echter niet breed ondersteund.

## Nieuwe ideeën over datering
Het debat over de Guidoriccio woedde meer dan twintig jaar in vakbladen en in de massamedia en is nog steeds niet definitief afgesloten. Het is bijzonder dat een discussie onder kunsthistorici over de datering en attributie van een kunstwerk zolang duurt en zoveel publieke belangstelling krijgt. Degenen die denken dat het om een werk van Simone Martini gaat baseren hun mening op stilistische overeenkomsten met zijn overige werk. Hun opponenten wijzen op feiten betreffende de technische vervaardiging van het fresco en op mogelijke anachronismen in de afbeelding die het onwaarschijnlijk zouden maken dat het rond 1330 is geschilderd. Hierbij gaat het onder andere om de architectuur van de kastelen, heraldische elementen en afgebeelde belegeringsmachines. Op basis hiervan concluderen zij meestal dat de Guidoriccio pas in de vijftiende eeuw geschilderd kan zijn. Het feit dat Vasari in zijn beroemde schildersbiografie Le Vite uit 1550 helemaal geen melding maakt van een belangrijk werk als het ruiterfresco wordt door sommigen gezien als reden om het nog later te dateren. Definitieve duidelijkheid over de maker en de datering van de Guidoriccio is er echter nog steeds niet.